# 部室のドワーフちゃん
『部室のドワーフちゃん』（ぶしつのドワーフちゃん）は、仏さんじょによる日本のギャグ漫画作品。『月刊コミックラッシュ』（ジャイブ）2009年7月号より連載された。
物語の舞台設定は静岡県焼津市、及びその周辺である。

## ストーリー
空気ひよりは幼稚園から高校まで同じクラスだった茶野木真緒に顔と名前を覚えられていないほどに存在感が薄いことを悩んでいる。そんなある日、ひよりは水泳の授業で足がつって溺れてしまうが存在感の薄さから誰にも助けてもらえず、諦めかけていた所で突如として現れた正体不明の少女・ドワーフちゃんに救われ、一命を取り留める。
そして、真緒からドワーフちゃんの話を聞かされたひよりは真緒に連れられてクラブ活動を見学している内に、ドワーフちゃんが所属する手芸部（を装ったコスプレ部）へ入部することになる。

## 登場人物
空気 ひより（からき ひより）
主人公。存在感が限り無く0に近いことが悩みの種で、プールで溺れた際も誰にも気付かれず絶望していた所をドワーフちゃんに救助される。その後、クラスメイトの真緒に誘われてドワーフちゃんと同じ手芸部（実態はコスプレ部）に「目立てそうだから」という理由で入部する。しどろもどろな性格であり、毎回部活の奇妙な行動に流されては「どうしよう……」と呟いている。妄想癖の気あり。実は存在感のなさは血筋による物のようであり、彼女はまだまともな方。実際、ひよりの家に遊びに来た真緒が彼女の父、母、兄という存在を視認できなかった（ひよりの指摘によりかろうじて位置が分かる程度）。手芸部員からの認識さえもシルエット程度のものだったが、後に、「非常口マーク」のポーズを取っている時だけは誰からも普通に認識される（ただし長袖の服では効果なし）ということが偶然から判明する。
ドワーフちゃん
3年生で、手芸部に所属する女子生徒。ひよりや真緒の先輩に当たる。背が低く、常に兜を頭にかぶり、金属製のハンマーを持ち歩いている風貌は伝説の妖精・ドワーフそのもの。手先が器用で、手芸部員のコスプレ衣装をほとんど1人で作る。またお人好しで屋根の修理などの力仕事も引き受けて軽々と終えてしまう。しかしデジタル機器にだけは弱く、愛読の漫画雑誌が電子化したためにスマートフォンを購入したものの、操作には難儀していた（以前はらくらくホンを使用）。
寡黙で自分のことを多くは語らないため、生い立ちには不明な点が多く様々な噂が立てられている。会話は全て吹き出しではなくモノローグ。普通自動車免許、大型自動二輪免許所有。ビッグスクーターに乗る際は鉄兜からヘルメットに被りなおしている。カレーパンが好物。自宅には反射炉を備えている。神奈川ローカルで放送中のとあるアニメキャラクター「バンブー将軍」の熱狂的なファンであり、「嫁ぎたい」と宣言しているほか、金城が番組を録画不可能となって以降は、毎週放送日の深夜にビッグスクーターで東名高速道路を放送エリアまで疾走するほどである。
茶野木 真緒（さやぎ まお）
ひよりの同級生。実は幼稚園の頃からずっとひよりと同じクラスだが、ひよりの存在感が薄いため幼馴染みとの認識は全く無い（住居が隣であることにも気付かなかった）。将来の夢は漫画家で、いつもネタ探しをしている。高校に漫画研究会が無いため、ひよりを誘って適当なクラブを探している内に手芸部でドワーフちゃんと遭遇し、そのまま入部する。漫画の作風は極めてシュールで、部活内でのあだ名は「まお画伯」。本作の単行本各巻では、カバー下に彼女の描いた4コマ漫画を見ることができる。
垂水 優衣（たるみ ゆい）
3年生。手芸部の部長にして2010年度の生徒会長。だらしなくいいかげんな性格だが、学力は学年一位の天才肌。露出度の高いコスチュームを好む。夏休みのラジオ体操は小学生から現在まで皆勤賞。
別火 彩乃（べっか あやの）
2年生。手芸部副部長。大雑把そうな見た目に反し、細かいことにこだわる性格で、ルーズな優衣と対照を成している。2011年度の生徒会長選挙に出馬、次点となったことにより副生徒会長に就任する。
土方 桃花（ひじかた ももか）
2年生。手芸部部員。ボーイッシュな外見で男と間違えられる事もあるが、れっきとした「カワイイ女の子」（垂水談）。将来の夢は声優になること。特技はみずはらさんのモノマネ。全国各地の声優イベントに参加するため、よく旅に出ているが、その彼女を追いかけるファンも多数存在する。
金城（かねしろ）
コスプレ部OG。現在は東京に在住。本作の主な舞台である静岡県ではテレビアニメの放送本数が非常に少ないため、後輩部員が観たい番組をリクエストするとBDに録画して送ってくれる。そのため、部員から「女神のようなお方」と崇められている。しかし地上デジタル放送化の影響により、神奈川ローカル局だけは録画不可能となってしまった。人気同人作家「かなぐすく」としても活動しており、即売会参加時は気合の入ったメイクによってまるで別人のような外見となる。高校在学中は生徒会長を務めていた。
風祭 リン（かざまつり-）
2年生。BL同人作家「シルフ」（サークル名「シルフィード」）として人気を集めており、高い画力を持つ反面、裁縫はミシンを爆発させてしまうほどに苦手。地味な容姿から学校内では存在感が薄かったため、「生徒会長になれば多大な権限を手に入れて人並みに目立つことができるはず」と、同校生徒会の権限が極めて弱い事を知らないまま2011年度の生徒会長選挙に出馬。手芸部を「目立った人材が多い」という理由で表面的には敵視しながらも、「会長選挙の演説はコスプレをして行う」という校則が存在するために協力を仰ぐ。紆余曲折を経て見事当選したものの、結局不本意な目立ち方をしてしまったため、その後も正当な知名度獲得のために奮闘している。
オカルトやファンタジーの類には弱く、ドワーフちゃんの存在については当初「こんなファンタジーが実在するなんてありえない」と否定していたが、生徒会長選挙や文化祭での協力を通じて、次第に友情を抱くようになる。ドワーフちゃん自身からは「昔森で噛まれたエルフに似ている」という理由から苦手に思われている一方で、ひよりからは「目立たないことをコンプレックスにしている」という点で親近感を抱かれている。